# Alessandro Lotta
Alessandro Lotta  (Trieste, Italia, 26 de marzo de 1975) fue bajista de Rhapsody. Se unió a la banda durante la grabación de "Symphony of Enchanted Lands"
Toca el bajo desde los 14 años y empezó a tomar clases de música clásica a los 16 años. Antes de unirse Rhapsody, solía tocar un estilo un poco más progresivo de metal.
Usaba un bajo Ibanez de cuatro cuerdas y una Fender de 4 cuerdas.
Pasó por dos bandas muy conocidas en Europa, Rhapsody (Italia) y  Wingdom (Finlandia), ahora trabaja en un proyecto con la banda  Golden Age

## Página
- Myspace site of Alessandro Lotta

- Datos: Q2521435